# Canton du Grand Couronné
Le canton du Grand Couronné est une circonscription électorale française du département de Meurthe-et-Moselle.

## Histoire
Un nouveau découpage territorial du département de Meurthe-et-Moselle entre en vigueur à l'occasion des élections départementales de 2015. Il est défini par le décret du 26 février 2014, en application des lois du 17 mai 2013 (loi organique 2013-402 et loi 2013-403). Les conseillers départementaux sont, à compter de ces élections, élus au scrutin majoritaire binominal mixte. Les électeurs de chaque canton élisent au Conseil départemental, nouvelle appellation du Conseil général, deux membres de sexe différent, qui se présentent en binôme de candidats. Les conseillers départementaux sont élus pour 6 ans au scrutin binominal majoritaire à deux tours, l'accès au second tour nécessitant 12,5 % des inscrits au 1er tour. En outre la totalité des conseillers départementaux est renouvelée. Ce nouveau mode de scrutin nécessite un redécoupage des cantons dont le nombre est divisé par deux avec arrondi à l'unité impaire supérieure si ce nombre n'est pas entier impair, assorti de conditions de seuils minimaux. En Meurthe-et-Moselle, le nombre de cantons passe ainsi de 44 à 23.
Le canton du Grand Couronné est entièrement compris dans l'arrondissement de Nancy. Son bureau centralisateur est situé à Laneuveville-devant-Nancy.

## Représentation
| Période élective | Période élective | Mandat | Mandat   | Identité            | Nuance | Nuance | Qualité                                          |
| ---------------- | ---------------- | ------ | -------- | ------------------- | ------ | ------ | ------------------------------------------------ |
| 2015             | 2021             | 2015   | 2021     | Jean-Pierre Dessein |        | LR     | Maître d'oeuvre libéral, maire d'Art-sur-Meurthe |
| 2015             | 2021             | 2015   | 2021     | Catherine Krier     |        | MR     | Professeure, conseillère municipale de Seichamps |
| 2021             | 2028             | 2021   | en cours | Jean-Pierre Dessein |        | LR     | Maître d'oeuvre libéral, maire d'Art-sur-Meurthe |
| 2021             | 2028             | 2021   | en cours | Catherine Krier     |        | MR     | Professeure, conseillère municipale de Seichamps |

### Résultats détaillés

#### Élections de mars 2015
À l'issue du 1er tour des élections départementales de 2015, trois binômes sont en ballottage : Jean-Pierre Dessein et Catherine Krier (Union de la Droite, 31,85 %), Stéphane Magnan et Emilie Oudard (FN, 31,62 %) et Marie-Christine Bastien et Landry Richard (Union de la Gauche, 29,93 %). Le taux de participation est de 51,05 % (12 381 votants sur 24 251 inscrits) contre 48,16 % au niveau départemental et 50,17 % au niveau national.
Au second tour, Jean-Pierre Dessein et Catherine Krier (Union de la Droite) sont élus avec 38,61 % des suffrages exprimés et un taux de participation de 53,02 % (4 817 voix pour 12 875 votants et 24 283 inscrits).

#### Élections de juin 2021
Le premier tour des élections départementales de 2021 est marqué par un très faible taux de participation (33,26 % au niveau national). Dans le canton du Grand Couronné, ce taux de participation est de 31,38 % (7 967 votants sur 25 391 inscrits) contre 29,74 % au niveau départemental. À l'issue de ce premier tour, deux binômes sont en ballottage : Jean-Pierre Dessein et Catherine Krier (Union au centre et à droite, 39,01 %) et Marie-Christine Bastien et Zyede Ben Ismail (Union à gauche avec des écologistes, 34,78 %).
Le second tour des élections est marqué une nouvelle fois par une abstention massive équivalente au premier tour. Les taux de participation sont de 34,36 % au niveau national, 30,76 % dans le département et 32,44 % dans le canton du Grand Couronné. Jean-Pierre Dessein et Catherine Krier (Union au centre et à droite) sont élus avec 57,32 % des suffrages exprimés (4 310 voix pour 8 237 votants et 25 392 inscrits),,.

## Composition
Le canton du Grand Couronné comprend vingt-quatre communes entières.
| Nom                                               | Code Insee | Intercommunalité               | Superficie (km2) | Population (dernière pop. légale) | Densité (hab./km2) | Modifier                                    |
| ------------------------------------------------- | ---------- | ------------------------------ | ---------------- | --------------------------------- | ------------------ | ------------------------------------------- |
| Laneuveville-devant-Nancy (bureau centralisateur) | 54300      | Métropole du Grand Nancy       | 12,47            | 6 595 (2022)                      | 529                | modifier les données · modifier les données |
| Agincourt                                         | 54006      | CC de Seille et Grand Couronné | 4,17             | 436 (2022)                        | 105                | modifier les données · modifier les données |
| Amance                                            | 54012      | CC de Seille et Grand Couronné | 13,50            | 361 (2022)                        | 27                 | modifier les données · modifier les données |
| Art-sur-Meurthe                                   | 54025      | Métropole du Grand Nancy       | 11,47            | 1 696 (2022)                      | 148                | modifier les données · modifier les données |
| Bouxières-aux-Chênes                              | 54089      | CC de Seille et Grand Couronné | 19,85            | 1 412 (2022)                      | 71                 | modifier les données · modifier les données |
| Buissoncourt                                      | 54104      | CC de Seille et Grand Couronné | 6,91             | 258 (2022)                        | 37                 | modifier les données · modifier les données |
| Cerville                                          | 54110      | CC de Seille et Grand Couronné | 8,19             | 541 (2022)                        | 66                 | modifier les données · modifier les données |
| Champenoux                                        | 54113      | CC de Seille et Grand Couronné | 10,99            | 1 566 (2022)                      | 142                | modifier les données · modifier les données |
| Dommartin-sous-Amance                             | 54168      | CC de Seille et Grand Couronné | 4,03             | 311 (2022)                        | 77                 | modifier les données · modifier les données |
| Erbéviller-sur-Amezule                            | 54180      | CC de Seille et Grand Couronné | 4,45             | 68 (2022)                         | 15                 | modifier les données · modifier les données |
| Eulmont                                           | 54186      | CC de Seille et Grand Couronné | 7,97             | 1 116 (2022)                      | 140                | modifier les données · modifier les données |
| Gellenoncourt                                     | 54219      | CC de Seille et Grand Couronné | 3,61             | 82 (2022)                         | 23                 | modifier les données · modifier les données |
| Haraucourt                                        | 54250      | CC de Seille et Grand Couronné | 12,48            | 732 (2022)                        | 59                 | modifier les données · modifier les données |
| Laître-sous-Amance                                | 54289      | CC de Seille et Grand Couronné | 5,11             | 353 (2022)                        | 69                 | modifier les données · modifier les données |
| Laneuvelotte                                      | 54296      | CC de Seille et Grand Couronné | 9,13             | 431 (2022)                        | 47                 | modifier les données · modifier les données |
| Lenoncourt                                        | 54311      | CC de Seille et Grand Couronné | 11,53            | 592 (2022)                        | 51                 | modifier les données · modifier les données |
| Mazerulles                                        | 54358      | CC de Seille et Grand Couronné | 6,38             | 285 (2022)                        | 45                 | modifier les données · modifier les données |
| Moncel-sur-Seille                                 | 54374      | CC de Seille et Grand Couronné | 12,41            | 533 (2022)                        | 43                 | modifier les données · modifier les données |
| Pulnoy                                            | 54439      | Métropole du Grand Nancy       | 3,74             | 5 123 (2022)                      | 1 370              | modifier les données · modifier les données |
| Réméréville                                       | 54456      | CC de Seille et Grand Couronné | 13,46            | 642 (2022)                        | 48                 | modifier les données · modifier les données |
| Saulxures-lès-Nancy                               | 54495      | Métropole du Grand Nancy       | 7,05             | 4 306 (2022)                      | 611                | modifier les données · modifier les données |
| Seichamps                                         | 54498      | Métropole du Grand Nancy       | 4,30             | 5 155 (2022)                      | 1 199              | modifier les données · modifier les données |
| Sornéville                                        | 54510      | CC de Seille et Grand Couronné | 9,22             | 327 (2022)                        | 35                 | modifier les données · modifier les données |
| Velaine-sous-Amance                               | 54558      | CC de Seille et Grand Couronné | 6,48             | 284 (2022)                        | 44                 | modifier les données · modifier les données |
| Canton du Grand Couronné                          | 5403       |                                | 208,90           | 33 205 (2022)                     | 159                | modifier les données                        |

## Démographie
En 2022, le canton comptait 33 205 habitants, en évolution de +5,13 % par rapport à 2016 (Meurthe-et-Moselle : −0,13 %, France hors Mayotte : +2,11 %).
| 2013   | 2018   | 2022   |
| ------ | ------ | ------ |
| 30 107 | 32 436 | 33 205 |